# کارلوس پروئنا
کارلوس پروئنا (انگلیسی: Carlos Peruena; ۱۳ مارس ۱۹۵۵ – ۲ ژوئن ۲۰۱۸) بازیکن فوتبال اهل اروگوئه بود.
وی همچنین در تیم ملی فوتبال اروگوئه بازی کرده‌است که در پست  دفاع بازی‌ می‌کرد.